# 6722 Bunichi
6722 Bunichi este un asteroid din centura principală de asteroizi.

## Descriere
6722 Bunichi este un asteroid din centura principală de asteroizi. A fost descoperit pe 23 ianuarie 1991 la Kitami de Kin Endate și Kazuro Watanabe. El prezintă o orbită caracterizată de o semiaxă mare de 3,17 ua, o excentricitate de 0,19 și o înclinație de 2,8° în raport cu ecliptica.